# Havlíčkův Brod
Havlíčkův Brod (prima del 1945 Německý Brod, in tedesco Deutschbrod) è una città della Repubblica Ceca, capoluogo del distretto omonimo, nella regione di Vysočina.

## Storia
Originariamente era un borgo minerario presso un guado (in ceco brod) sul fiume Sázava. Dapprima fu chiamato Smilův Brod dal nome del suo fondatore Smil di Liechtenburg (Smil z Lichtenburka). 

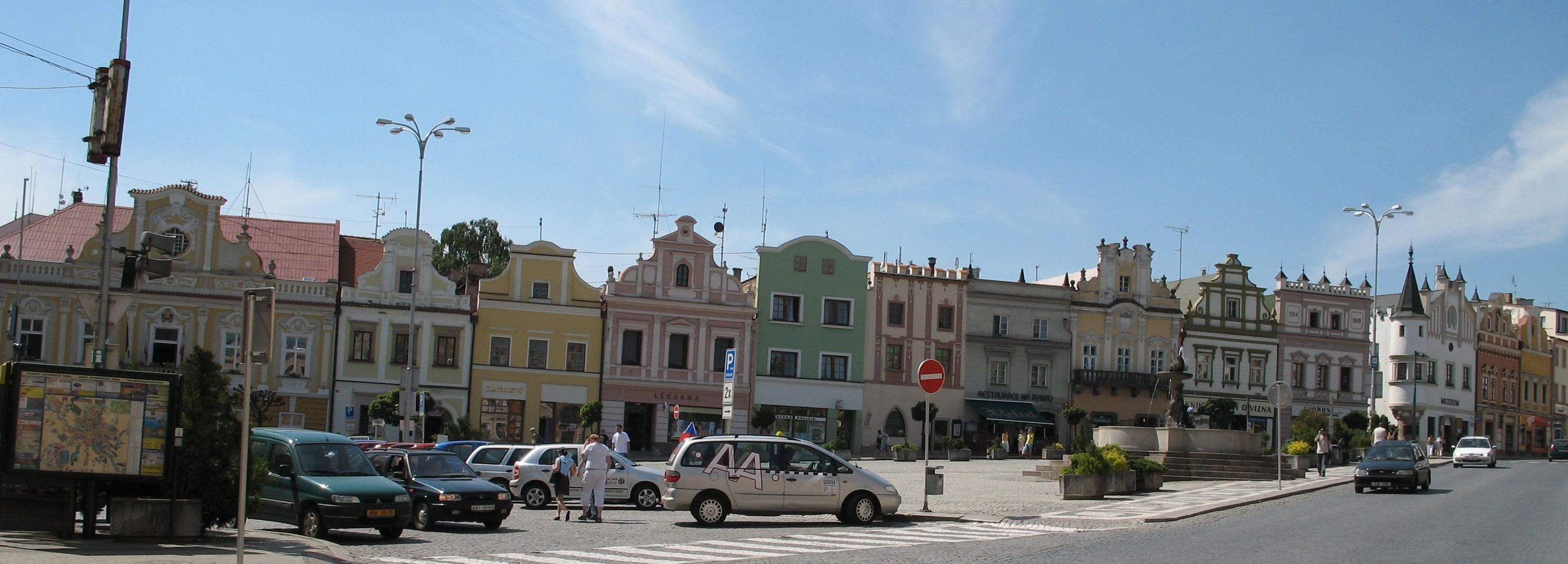
Havlíčkovo náměstí

I riferimenti più antichi risalgono al 1234 circa. Il re Ottocaro II di Boemia pretendeva il territorio intorno a Brod, che considerava territorio regale, e perché su questo vi erano miniere d'argento. Così mosse guerra a Smil conquistando parte dell'area.
Nel 1274 il borgo fu promosso città. Alla fine del XIII secolo la città fu cinta da mura. Dal 1308 fu chiamata Německý Brod (guado tedesco), nome che conservò fino al 1945.
Durante le guerre ussitiche, nel 1422, vi si è rifugiato l'imperatore Sigismundo di Lussemburgo con il suo esercito.
Le truppe degli ussiti capeggiate da Jan Žižka conquistarono la città e sconfissero la gloriosa armata imperiale. Fu uno degli ultimi trionfi di Žižka.
Quest'evento segnò anche la fine dell'escavazioni legate all'estrazione dell'argento.
Nel 1637 divenne città regale.
In questa città ha vissuto e lavorato per parecchio tempo lo scrittore ceco Karel Havlíček Borovský.
Da segnalare la presenza della fabbrica di birra Rebel.

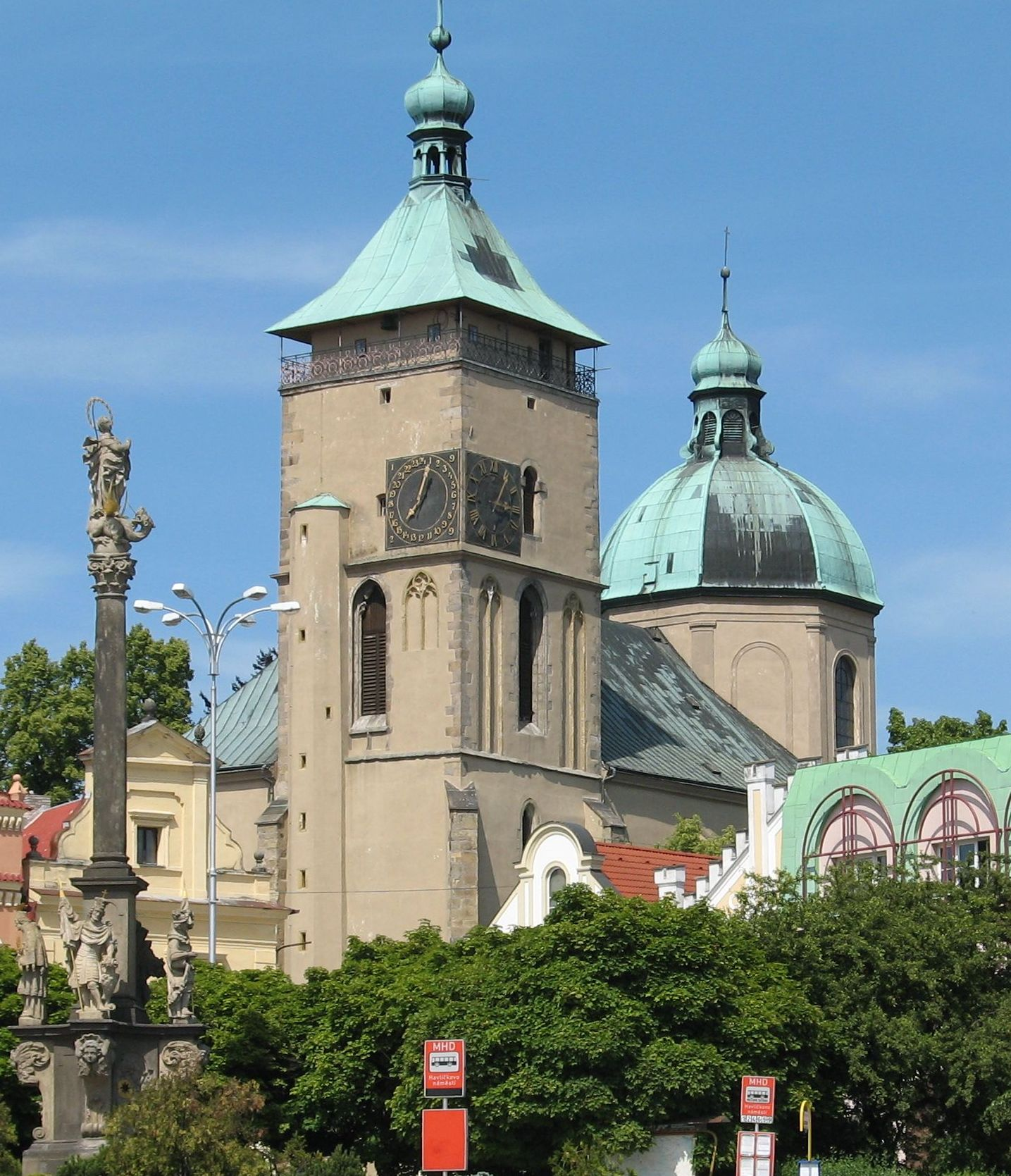
Chiesa dell'Assunzione della Beata Vergine Maria